# François Joseph Isoard
Pour les articles homonymes, voir Isoard.
François Joseph Isoard, né le 25 novembre 1869 à Marseille (Bouches-du-Rhône) et mort le 28 juin 1936, est un homme politique français.

## Biographie
Fils de Marius Isoard, député des Basses-Alpes, il est médecin à Marseille en 1890. 

### Carrière politique
Conseiller municipal de Marseille de 1900 à 1902, il est adjoint délégué à l'hygiène, administrateur des hôpitaux et hospices de Marseille. Il est député des Basses-Alpes de 1903 à 1910, siégeant avec les socialistes parlementaires. Il est secrétaire de la Chambre en 1906.

## Sources
- « François Joseph Isoard », dans le Dictionnaire des parlementaires français (1889-1940), sous la direction de Jean Jolly, PUF, 1960 [détail de l’édition]